# Chiedimi tutto
Chiedimi tutto (Ask Me Anything) è un film del 2014 diretto da Allison Burnett, tratto dal racconto breve Undiscovered Gyrl, scritto dalla stessa regista.

## Trama
Bella e giovane, Katie Kampenfelt ha optato per un anno sabbatico, rifiutando diverse borse di studio per il college. Si divide tra il fidanzato e il trentaduenne professore universitario Dan. Incoraggiata dalla madre e dal nuovo fidanzato di lei, Katie si trova un lavoro in una libreria. Il proprietario, Glenn, s'affeziona subito alla giovane. E lei a lui. Ma su Glenn pesa una condanna risalente a parecchi anni prima per stupro. Scioccata, Katie inventa una scusa e lascia il lavoro. Dopo qualche giorno Katie trova un altro lavoro: diventa la babysitter del figlio di Paul, uomo di mezza età in crisi con la moglie. Katie comincia una relazione pure con lui. Dividendosi tra fidanzato, Dan e Paul, Katie si ritrova suo malgrado protagonista in un blog online, da lei stessa scritto ed in cui racconta le sue peripezie sessuali e i suoi segreti. 
Viene anche contattata da Joel, un ragazzo che l'aveva aiutata in matematica e che decide di incontrare e con cui si confida un po'.
Ricordando le molestie subite da bambina, comincia anche una terapia. Joel le lascia un messaggio in cui l'accusa di essere un mostro, in quanto non l'ha mai richiamato, mentre lui si è dimostrato un amico sincero, l'unico a non essere interessato sessualmente a lei. La ragazza scopre di essere incinta: indecisa tra l'aborto o se condurre una vita da ragazza-madre. Non sa chi è il padre del bambino.
Nel frattempo, suo padre cade e si ferisce mortalmente mentre recupera nella spazzatura il biglietto di Natale scritto da Katie. La ragazza scopre così che lui ha conservato tutti i suoi biglietti. Katie va inoltre a parlare col librario per sapere la verità sul suo passato. Lui ammette la sua colpa passata, le offre consigli, lavoro, aiuto e alloggio. Katie torna a casa e posta sul suo blog. Nella riflessione si chiede se sia il momento di chiudere e cancellare tutto.
L'epilogo del film rivelerà che tutto ciò che è stato mostrato è frutto della fantasia della ragazza che in realtà si chiama Amy.
La madre annuncia con un post la scomparsa della figlia sul suo blog, subito dopo aver ricevuto una misteriosa telefonata da un numero sconosciuto dopo il suo ultimo post.  Nessuno degli avvenimenti che postava giornalmente era reale. La madre con un investigatore privato cerca di fare chiarezza e trovare aiuto nei lettori. Il suo fidanzato di aspetto diverso ha un brutto carattere, ma non le farebbe mai del male, Dan non è un professore universitario, ma un impiegato del negozio di video. Paul dichiara di non aver avuto alcun rapporto con lei. Jake (il vero nome di Joel) dice di essere pentito per il messaggio aggressivo che le aveva lasciato. La migliore amica di Amy è una drogata. Il capo della libreria invece conferma tutto, anche se non le ha mai proposto aiuti per tenere il bambino. Inoltre tutti i suoi conoscenti sono in realtà fisicamente diversi compreso Katie stessa. La madre lancia un disperato appello, informando gli utenti del blog di un sospetto incontro con qualcuno in seguito a una telefonata ricevuta prima di salire su un'auto.

## Distribuzione
Il film è stato presentato al Festival cinematografico di Nashville nel dicembre del 2014, ma di fatto non è mai uscito nelle sale: è stato distribuito infatti nel febbraio 2015 per via telematica (per quanto riguarda il mercato americano) o tramite DVD o pay-per-view (in Europa ed Asia). Nonostante le buone critiche - e a discapito d'un budget di quasi un milione di dollari - il film ha incassato a malapena 100 000 dollari dalla sua uscita).